# 13271 Gingerbyrd
13271 Gingerbyrd è un asteroide della fascia principale. Scoperto nel 1998, presenta un'orbita caratterizzata da un semiasse maggiore pari a 2,7488034 au e da un'eccentricità di 0,1575489, inclinata di 8,30889° rispetto all'eclittica.